# Johnny Alvarado
Johnny Alvarado Cascante (Puntarenas; 5 de septiembre de 1954) es un exfutbolista costarricense que jugaba como delantero. Posteriormente, fue entrenador asistente del Municipal Puntarenas en 1995.

## Trayectoria
Debutó con el Municipal Puntarenas de la Primera División de Costa Rica el 9 de mayo de 1971, en un empate a dos goles ante Herediano. Su primer gol en primera lo hizo casi un año después, siendo el 7 de mayo de 1972, en la derrota de 2-1 frente a Limonense.
De ahí pasó a varios equipos y se retiró con Guanacasteca en 1987. Totalizó 306 partidos y consiguió marcar 77 goles en la Primera División de su país.

## Selección nacional
Hizo su debut con Costa Rica contra México, en el que perdió 7-0 en la Copa Ciudad de México 1975.

### Participaciones en clasificatorias
| Clasif.              | Sede   | Resultado | Part. | Goles |
| -------------------- | ------ | --------- | ----- | ----- |
| Clasif. Mundial 1978 | Varias | Eliminado | 4     | 2     |

## Clubes
| Club                 | País            | Año       |
| -------------------- | --------------- | --------- |
| Municipal Puntarenas | Costa Rica      | 1971-1973 |
| Ramonense            | Costa Rica      | 1973-1974 |
| Herediano            | Costa Rica      | 1974-1975 |
| Cartaginés           | Costa Rica      | 1975-1977 |
| Universidad de Kiev  | Unión Soviética | 1977-1979 |
| Municipal Puntarenas | Costa Rica      | 1979      |
| Cartaginés           | Costa Rica      | 1980-1982 |
| Ramonense (cesión)   | Costa Rica      | 1980      |
| Olimpia (cesión)     | Honduras        | 1981      |
| Municipal Puntarenas | Costa Rica      | 1983-1986 |
| Limonense (cesión)   | Costa Rica      | 1984      |
| Guanacasteca         | Costa Rica      | 1986-1987 |

## Palmarés

### Títulos internacionales
| Título                  | Equipo     | Sede   | Año  |
| ----------------------- | ---------- | ------ | ---- |
| Preolímpico de Concacaf | Costa Rica | Varias | 1980 |